# Övre Grästjärnen
Övre Grästjärnen är en sjö i Ånge kommun i Medelpad och ingår i Ljungans huvudavrinningsområde.